# Rachispoda modesta
Rachispoda modesta är en tvåvingeart som först beskrevs av Oswald Duda 1924.  Rachispoda modesta ingår i släktet Rachispoda, och familjen hoppflugor. Arten är reproducerande i Sverige.